# East Cleveland (Tennessee)
East Cleveland é uma Região censo-designada localizada no estado norte-americano de Tennessee, no Condado de Bradley.

## Demografia
Segundo o censo norte-americano de 2000, a sua população era de 1729 habitantes.

## Geografia
De acordo com o United States Census Bureau tem uma área de
3,3 km², dos quais 3,3 km² cobertos por terra e 0,0 km² cobertos por água. East Cleveland localiza-se a aproximadamente 265 m acima do nível do mar.

## Localidades na vizinhança
O diagrama seguinte representa as localidades num raio de 20 km ao redor de East Cleveland.